# Hechtschijfvleermuizen
De hechtschijfvleermuizen (Thyroptera) vormen een geslacht van Latijns-Amerikaanse vleermuizen, het enige geslacht binnen de familie Thyropteridae. 

## Kenmerken
Hechtschijfvleermuizen zijn kleine vleermuizen. Ze wegen 4 à 5 gram en hebben een kop-romplengte van 34 tot 52 millimeter. De vachtkleur is roodbruin of zwart met een lichtgekleurde buikzijde. De oren zijn trechtervormig. Net als bij de verwante furievleermuizen (Furipteridae) zijn de derde en de vierde teen vergroeid.

## Leefwijze
Hechtschijfvleermuizen jagen 's nachts op kleine insecten en spinnetjes. Ze rusten overdag in kleine groepjes in de opgerolde bladeren van de bananenplant of Heliconia. Aan de polsen, voetzolen en duimen hebben de hechtschijfvleermuizen zuignappen zitten, waarmee het dier zich kan vastzuigen aan de bladeren. Met het volle gewicht kan een hechtschijfvleermuis aan één zuignap hangen. Hechtschijfvleermuizen slapen anders dan de meeste andere vleermuizen met de kop omhoog. Zuignappen komen opvallend genoeg ook voor bij de zuigschijfvleermuizen (Myzopoda) uit Madagaskar. De zuignappen verschillen echter in structuur, en waarschijnlijk hebben de twee vormen zich onafhankelijk van elkaar ontwikkeld.

## Verspreiding
Hechtschijfvleermuizen komen voor in vochtige, altijdgroene wouden van Zuid-Mexico en Trinidad zuidwaarts tot het noorden van Bolivia en Zuidoost-Brazilië.

## Soortenbeschrijving
Er zijn vijf soorten, de driekleurhechtschijfvleermuis (Thyroptera tricolor), de hondurashechtschijfvleermuis (Thyroptera discifera), Thyroptera lavali, die pas in 1993 werd ontdekt, en Thyroptera devivoi, die pas in 2006 werd ontdekt en ten slotte Thyroptera wynneae die pas bekend is sinds 2014. De fossiele soort Thyroptera robusta, in 1996 ontdekt, bleek later identiek te zijn aan T. lavali. Dit geslacht dankt zijn naam aan de zuignappen ("hechtschijven") die op de polsen, voetzolen en duimen zitten.